# München-massakren
 Der er for få eller ingen kildehenvisninger i denne artikel, hvilket er et problem. Du kan hjælpe ved at angive troværdige kilder til de påstande, som fremføres i artiklen.

München-massakren skete under Sommer-OL 1972 i München, Vesttyskland, da atleter fra det israelske hold blev taget som gidsler af den palæstinensiske terrororganisation Sorte September, en gruppe med bånd til Yasser Arafats Fatah-bevægelse.

## Motivforklaring
Dette var det andet OL efter at den palæstinensiske ledelse med Arafat i spidsen sammen med 250.000 andre palæstinensere i juni 1967 måtte flygte fra de fremrykkende israelere under Seksdageskrigen. 
Palæstina havde i 20'erne og 30'erne været deltager i de olympiske lege, men dets plads blev overtaget af den nye stat Israel, fra og med legene i Helsingfors 1952. (Der var intet OL i hverken 1940 eller 1944, og ved legene i 1948 lå parterne i indbyrdes krig)
Terroristerne dræbte 11 israelere og en tysk politibetjent. Fem ud af otte gidseltagere blev dræbt, da vesttysk politi indledte et angreb på de to helikoptere, som netop var stillet til rådighed for gidseltagerne i henhold til en aftale om frit lejde. De tre overlevende gidseltagere blev senere frigivet af Vesttyskland efter en kapring af et Lufthansa-fly (Lufthansa flight 615), hvor kravet fra gidseltagere var at de skulle frigives. Massakren blev efterfulgt af en serie israelske snigmord som principiel hævn kendt under navnet Operation Guds Vrede, som er løst filmatiseret i Steven Spielbergs film Munich fra 2005.